# Liste des dirigeants des différents partis sociaux-démocrates allemands
Cette page dresse la liste des dirigeants des partis sociaux-démocrates allemands : c'est-à-dire les prédécesseurs du Parti social-démocrate d'Allemagne (SPD), ainsi que du Parti social-démocrate indépendant d'Allemagne (USPD). Les présidents, secrétaires généraux, directeurs des affaires y sont présentés. Par ailleurs les présidents du groupe parlementaire au Bundestag ainsi que les hommes politiques ayant accédé au plus hautes fonctions de l'État allemand : c'est-à-dire la présidence du parlement, la chancellerie et la présidence sont également listés. Les présidents du parlement européen issus du parti sont aussi référencés.

## Présidents des partis
| Image                                                        | Nom | Durée de la fonction                                   | Remarques |
| Association générale des travailleurs allemands (ADAV)       | Association générale des travailleurs allemands (ADAV) | Association générale des travailleurs allemands (ADAV) | Association générale des travailleurs allemands (ADAV) |
| ------------------------------------------------------------ | --- | ------------------------------------------------------ | --- |
| Ferdinand Lassalle                                           | Ferdinand Lassalle | 23 mai 1863 – 31 août 1864                             | |
|                                                              | Otto Dammer | 1er septembre 1864 – 2 novembre 1864                   | Président par intérim |
|                                                              | Bernhard Becker | 2 novembre 1864 – 21 novembre 1865                     | |
|                                                              | Friedrich Wilhelm Fritzsche | 21 – 30 novembre 1865                                  | |
|                                                              | Hugo Hillmann | 30 novembre – 31 décembre 1865                         | |
|                                                              | Carl Wilhelm Tölcke | 1er janvier – 18 juin 1866                             | |
|                                                              | August Perl | 18 juin 1866 – 19 mai 1867                             | |
|                                                              | Johann Baptist von Schweitzer | 20 mai 1867 – 30 juin 1871                             | |
|                                                              | Wilhelm Hasenclever | 1er juillet 1871 – 25 mai 1875                         | |
| Lassallescher Allgemeiner Deutscher Arbeiterverein (LADAV)   | |                                                        | |
|                                                              | Friedrich Wilhelm Emil Försterling | 16 juin 1867 – 1868                                    | |
|                                                              | Fritz Mende | 5 juillet 1868 – 1873                                  | |
| Parti ouvrier social-démocrate (SDAP)                        | |                                                        | |
|                                                              | Leonhard von Bonhorst (secrétaire) Wilhelm Bracke (trésorier) Johann Heinrich Ehlers (1erprésident) Friedrich Neidel (Suppléant) Samuel Spier (2d président) | 1869–1870                                              | |
|                                                              | Johann August Karl Kühn Samuel Spier | 1870–1871                                              | |
|                                                              | G. A. Müller Theodor Külbel | 1871–1872                                              | |
|                                                              | Eduard Prey Friedrich Lenz | 1872–1873                                              | |
|                                                              | Rudolf Praast Theodor Külbel | 1873–1874                                              | |
|                                                              | Paul Martienssen Ferdinand Fischer | 1874–1875                                              | |
| Sozialistische Arbeiterpartei Deutschlands (SAP)             | |                                                        | |
|                                                              | Wilhelm Hasenclever Georg Wilhelm Hartmann | 1875–1876                                              | |
| Wilhelm Liebknecht · Wilhelm Hasenclever · August Bebel      | Wilhelm Liebknecht August Bebel Wilhelm Hasenclever Georg Wilhelm Hartmann                                                                                   | 1876–1878                                              | Comité central |
| Interdiction du parti par les lois antisocialistes 1878–1890 | |                                                        | |
| Parti social-démocrate d'Allemagne (SPD)                     | |                                                        | |
|                                                              | Paul Singer Alwin Gerisch | 1890–1892                                              | |
| August Bebel                                                 | August Bebel Paul Singer | 1892–1911                                              | |
| August Bebel · Hugo Haase                                    | August Bebel Hugo Haase | 1911–1913                                              | |
| Friedrich Ebert · Hugo Haase                                 | Friedrich Ebert Hugo Haase | 1913–1916                                              | Haase quitte le parti en 1916 pour former l'USPD |
| Friedrich Ebert                                              | Friedrich Ebert | 1916–1917                                              | |
| Friedrich Ebert · Philipp Scheidemann                        | Friedrich Ebert Philipp Scheidemann | 1917–1919                                              | |
| Hermann Müller · Otto Wels                                   | Hermann Müller Otto Wels | 1919–1922                                              | |
| Hermann Müller · Otto Wels                                   | Hermann Müller Otto Wels Arthur Crispien | 1922–1928                                              | Crispien représente en septembre les membres de l'USPD qui viennent de retrouver le SPD                                                                                    |
| Otto Wels                                                    | Otto Wels Arthur Crispien | 1928–1931                                              | |
| Otto Wels · Hans Vogel                                       | Otto Wels Arthur Crispien Hans Vogel | 1931–1933                                              | |
| Parti social-démocrate indépendant d'Allemagne (USPD)        | |                                                        | |
|                                                              | Georg Ledebour | 1917–1919 et 1920–1924                                 | |
| Présidence en exil 1933–1945                                 | |                                                        | |
| Otto Wels · Hans Vogel                                       | Otto Wels Hans Vogel | 1933–1939                                              | |
| Hans Vogel                                                   | Hans Vogel | 1939–1945                                              | |
| Après guerre                                                 | |                                                        | |
| Otto Grotewohl                                               | Otto Grotewohl | 1945–1946                                              | Président du comité central, revendique l'autorité sur le plan national, président du SPD dans la zone soviétique. Il opère la fusion SPD, KPD en 1946 pour former le SED. |
| Kurt Schumacher                                              | Kurt Schumacher | 1945–1946                                              | Président du SPD en zone britannique, rejette les revendications de Grotewohl et mène la reformation du SPD à l'ouest.                                                     |
| Président du SPD en Allemagne de l'Ouest 1946–1990           | |                                                        | |
| Kurt Schumacher                                              | Kurt Schumacher | 11 mai 1946 – 20. août 1952                            | |
| Erich Ollenhauer                                             | Erich Ollenhauer | 27 septembre 1952 – 14 décembre 1963                   | |
| Willy Brandt                                                 | Willy Brandt | 16 février 1964 – 14 juin 1987                         | |
| Hans-Jochen Vogel                                            | Hans-Jochen Vogel | 14 juin 1987 – 29 mai 1991                             | |
| Président du SDP en Allemagne de l'Est 1989–1990             | |                                                        | |
| Stephan Hilsberg                                             | Stephan Hilsberg | 7 octobre 1989 – 23. février 1990                      | Premier porte-parole du nouveau SPD |
| Ibrahim Böhme                                                | Ibrahim Böhme | 23 février 1990 – 1er avril 1990                       | Président du SPD en RDA |
| Markus Meckel                                                | Markus Meckel | 8 avril 1990 – 9 juin 1990                             | Président par intérim |
| Wolfgang Thierse                                             | Wolfgang Thierse | 9 juin 1990 – 26 septembre 1990                        | Unification du SPD le 27 septembre 1990 |
| Président du SPD depuis 1990                                 | |                                                        | |
| Hans-Jochen Vogel                                            | Hans-Jochen Vogel | 3 octobre 1990 – 29 mai 1991                           | |
| Björn Engholm                                                | Björn Engholm | 29 mai 1991 – 3 mai 1993                               | |
| Johannes Rau                                                 | Johannes Rau (provisoire) | 3 mai – 25 juin 1993                                   | |
| Rudolf Scharping                                             | Rudolf Scharping | 25 juin 1993 – 16 novembre 1995                        | |
| Oskar Lafontaine                                             | Oskar Lafontaine | 16 novembre 1995 – 12 mars 1999                        | |
| Gerhard Schröder                                             | Gerhard Schröder | 12 mars 1999 – 21 mars 2004                            | |
| Franz Müntefering                                            | Franz Müntefering | 21 mars 2004 – 15 novembre 2005                        | |
| Matthias Platzeck                                            | Matthias Platzeck | 15 novembre 2005 – 10 avril 2006                       | |
| Kurt Beck                                                    | Kurt Beck | 10 avril 2006 – 7 septembre 2008                       | |
| Frank-Walter Steinmeier                                      | Frank-Walter Steinmeier | 7 septembre 2008 – 18 octobre 2008                     | |
| Franz Müntefering                                            | Franz Müntefering | 18 octobre 2008 – 13 novembre 2009                     | |
| Sigmar Gabriel                                               | Sigmar Gabriel | 13 novembre 2009 – 19 mars 2017                        | |
| Martin Schulz                                                | Martin Schulz | 19 mars 2017 – 13 février 2018                         | |
| Olaf Scholz                                                  | Olaf Scholz | 13 février 2018 – 22 avril 2018                        | Président par intérim |
| Andrea Nahles                                                | Andrea Nahles | 22 avril 2018 – 3 juin 2019                            | Première femme présidente |
| Norbert Walter-Borjans                                       | Norbert Walter-Borjans | 6 décembre 2019 – 11 décembre 2021                     | Co-président |
| Saskia Esken                                                 | Saskia Esken | 6 décembre 2019 – 27 juin 2025                         | Co-présidente |
| Lars Klingbeil                                               | Lars Klingbeil | 11 décembre 2021                                       | Co-président |
| Bärbel Bas                                                   | Bärbel Bas | 27 juin 2025                                           | Co-président |

## Directeurs des affaires et secrétaires généraux
| Directeurs des affaires | Directeurs des affaires        | Directeurs des affaires | Directeurs des affaires |
| Nom                     | Nom                            | Entrée en fonction      | Fin de la fonction      |
| ----------------------- | ------------------------------ | ----------------------- | ----------------------- |
| Hans-Jürgen Wischnewski | Hans-Jürgen Wischnewski        | 02.10.1968              | 18.12.1971              |
| Holger Börner           | Holger Börner                  | 24.01.1972              | 12.10.1976              |
| Egon Bahr               | Egon Bahr                      | 15.12.1976              | 23.12.1981              |
| Peter Glotz             | Peter Glotz                    | 23.02.1981              | 14.06.1987              |
| Anke Fuchs              | Anke Fuchs                     | 15.06.1987              | 30.05.1991              |
| Ohne Foto               | Karlheinz Blessing             | 30.05.1991              | 15.08.1993              |
| Günter Verheugen        | Günter Verheugen               | 15.08.1993              | 29.09.1995              |
| Franz Müntefering       | Franz Müntefering              | 16.10.1995              | 02.11.1998              |
| Ottmar Schreiner        | Ottmar Schreiner               | 02.11.1998              | 06.09.1999              |
| Franz Müntefering       | Franz Müntefering (provisoire) | 06.09.1999              | 13.12.1999              |

| Secrétaire général | Secrétaire général | Secrétaire général | Secrétaire général | Directeurs des affaires | Directeurs des affaires  | Directeurs des affaires | Directeurs des affaires |
| Nom                | Nom                | Entrée en fonction | Fin de la fonction | Nom                     | Nom                      | Entrée en fonction      | Fin de la fonction      |
| ------------------ | ------------------ | ------------------ | ------------------ | ----------------------- | ------------------------ | ----------------------- | ----------------------- |
| Franz Müntefering  | Franz Müntefering  | 07.12.1999         | 20.10.2002         | Matthias Machnig        | Matthias Machnig         | 13.12.1999              | 31.12.2002              |
| Olaf Scholz        | Olaf Scholz        | 20.10.2002         | 21.03.2004         | Ohne Foto               | Franz-Josef Lersch-Mense | 01.01.2003              | 21.03.2004              |
| Klaus Uwe Benneter | Klaus Uwe Benneter | 21.03.2004         | 15.11.2005         | Karl-Josef Wasserhövel  | Karl-Josef Wasserhövel   | 21.03.2004              | 16.11.2005              |
| Hubertus Heil      | Hubertus Heil      | 15.11.2005         | 13.11.2009         | Ohne Foto               | Martin Gorholt           | 16.11.2005              | 15.09.2008              |
| Hubertus Heil      | Hubertus Heil      | 15.11.2005         | 13.11.2009         | Karl-Josef Wasserhövel  | Karl-Josef Wasserhövel   | 16.09.2008              | 15.11.2009              |
| Andrea Nahles      | Andrea Nahles      | 13.11.2009         | 26.01.2014         | Astrid Klug             | Astrid Klug              | 15.11.2009              | 01.06.2012              |

## Présidents du groupe parlementaire

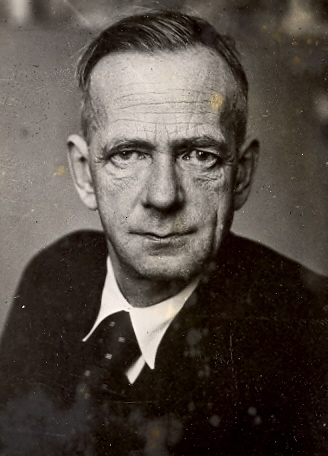
Kurt Schumacher de 1949 à 1952
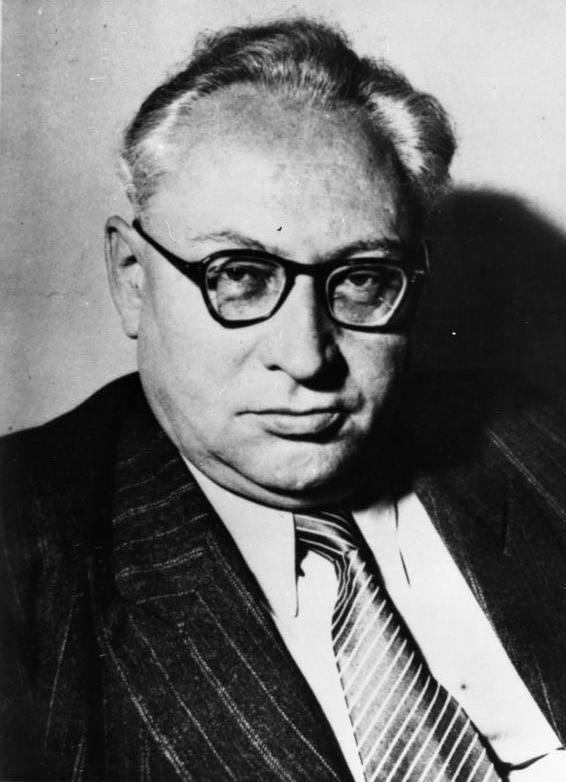
Erich Ollenhauer de 1952 à 1963
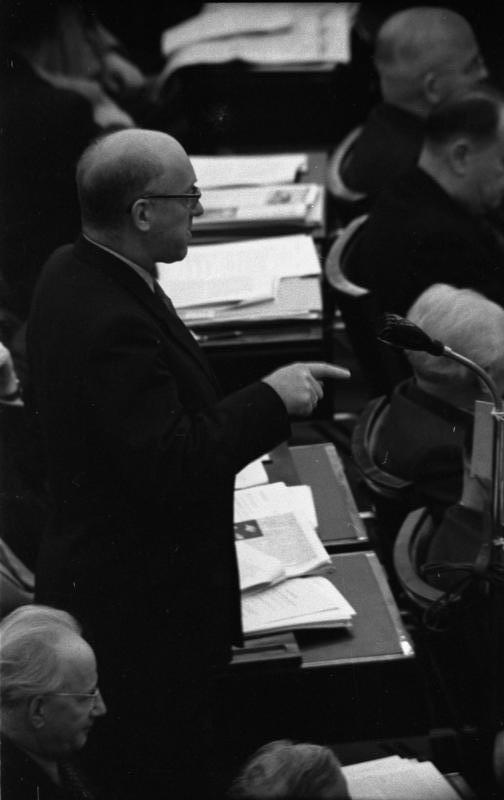
Fritz Erler de 1964 à 1967
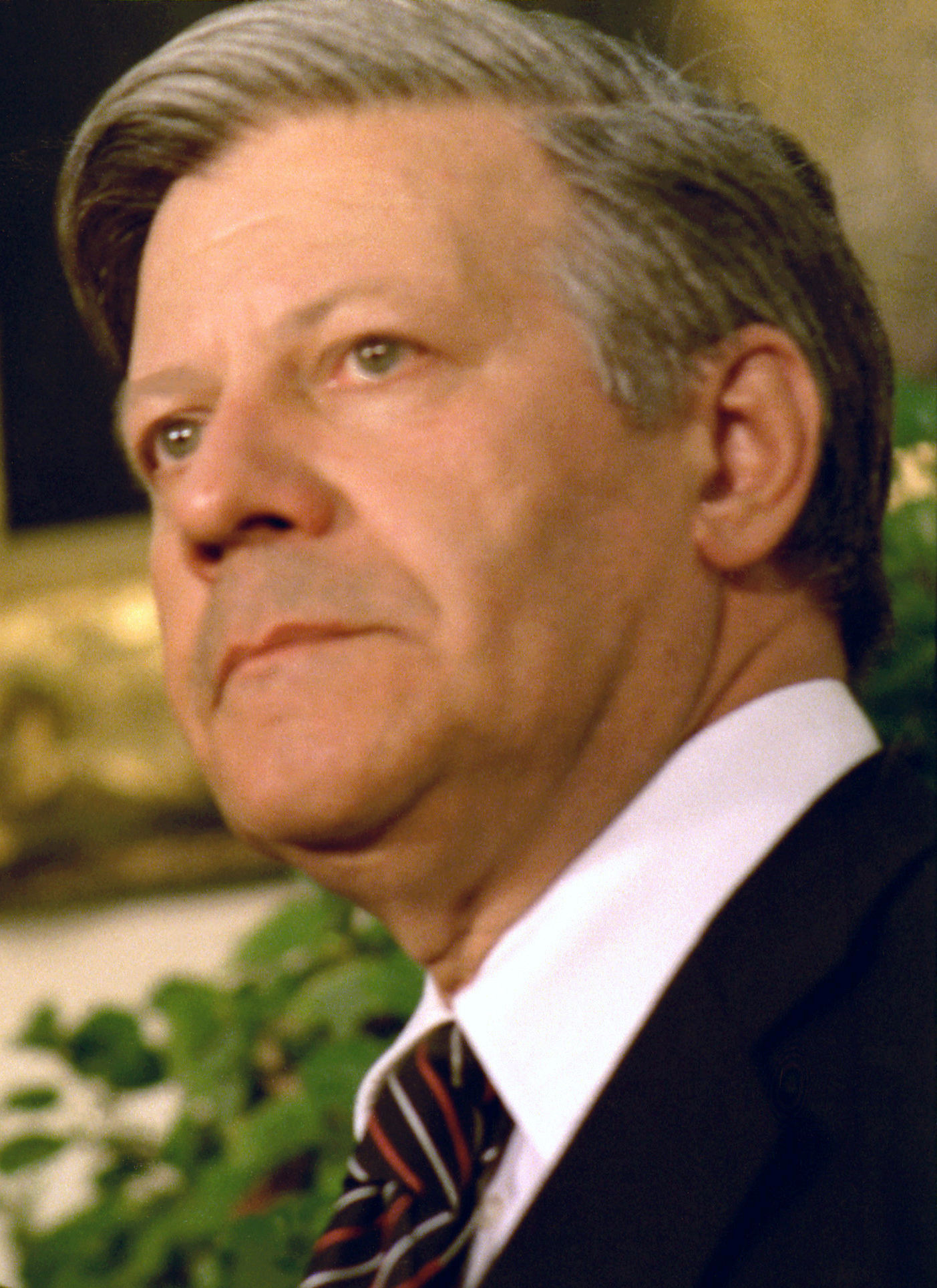
Helmut Schmidt de 1967 à 1969
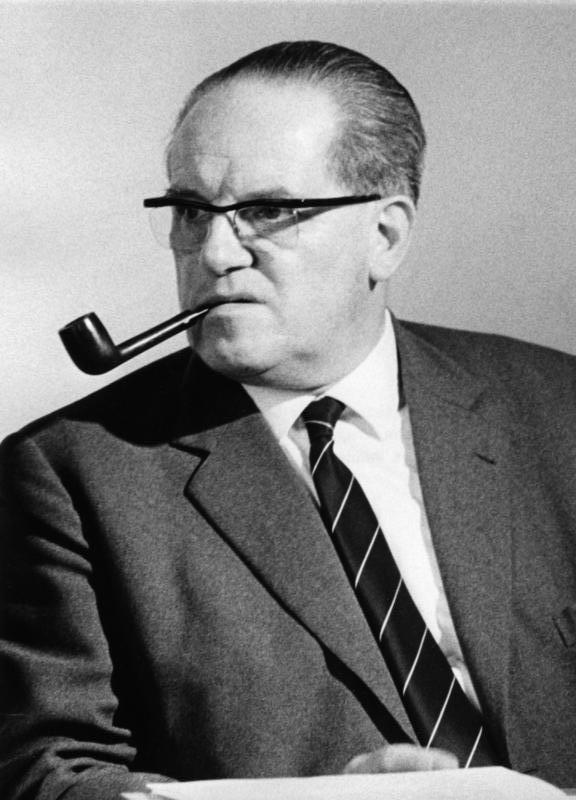
Herbert Wehner de 1969 à 1983
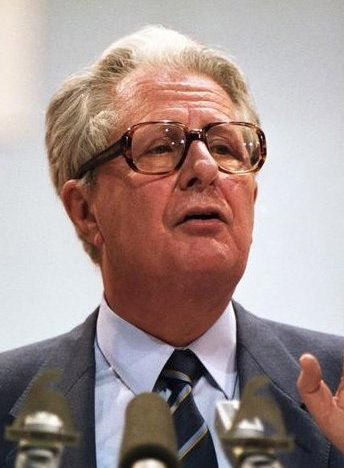
Hans-Jochen Vogel de 1983 à 1991
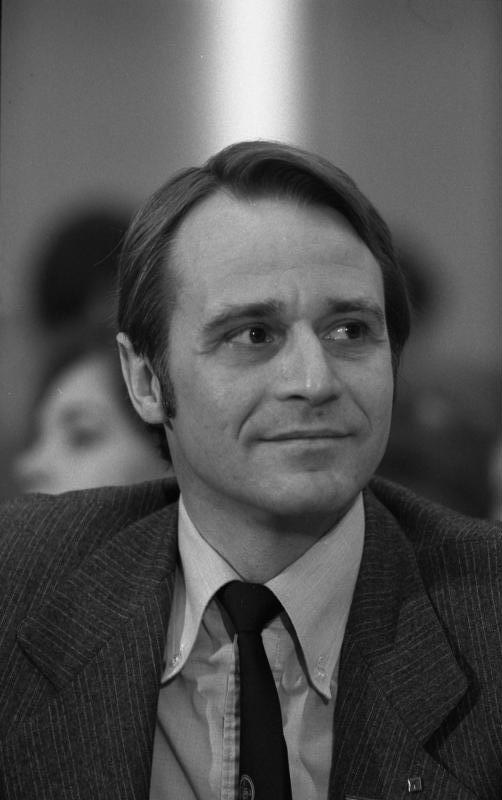
Hans-Ulrich Klose de 1991 à 1994
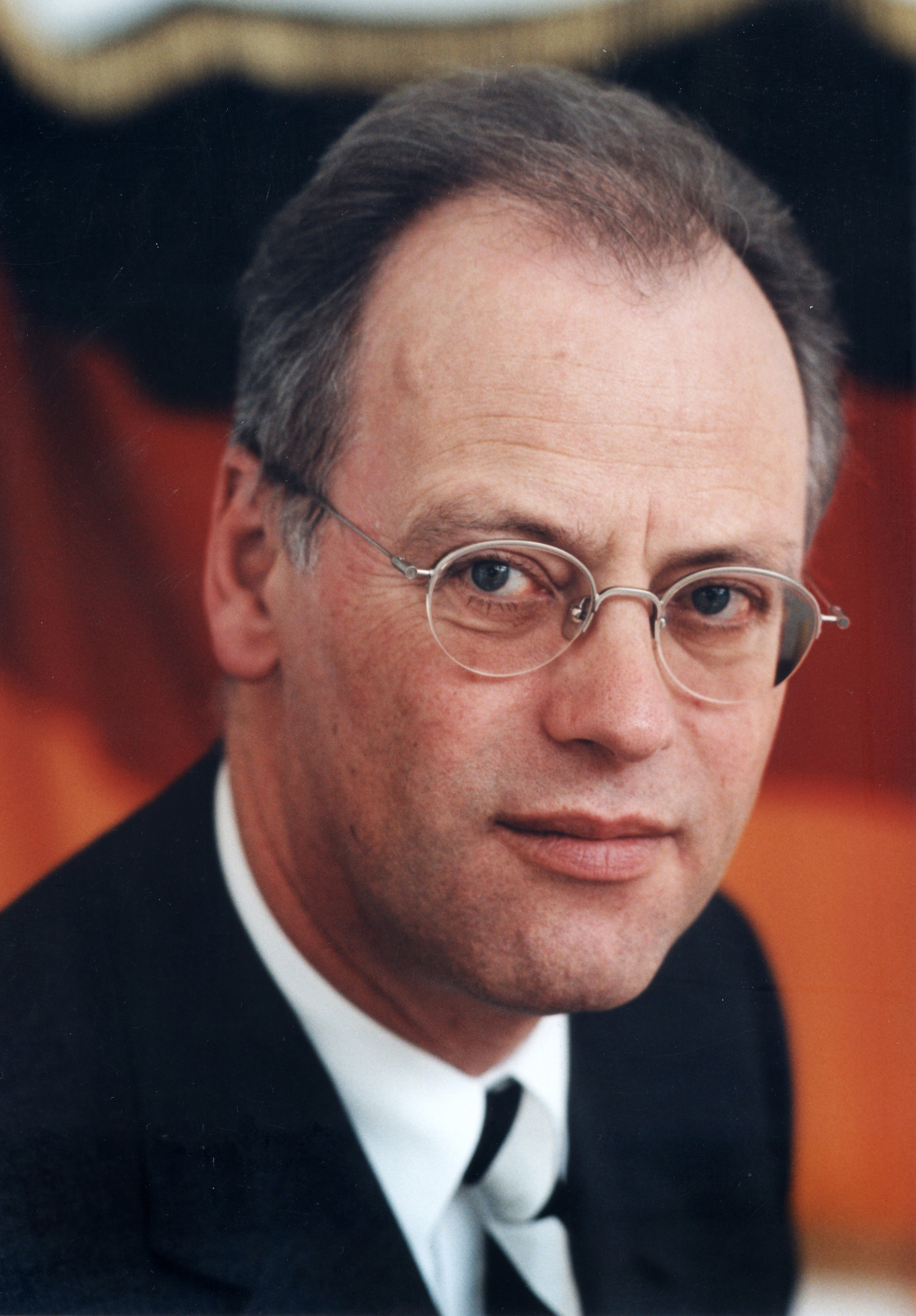
Rudolf Scharping de 1994 à 1998
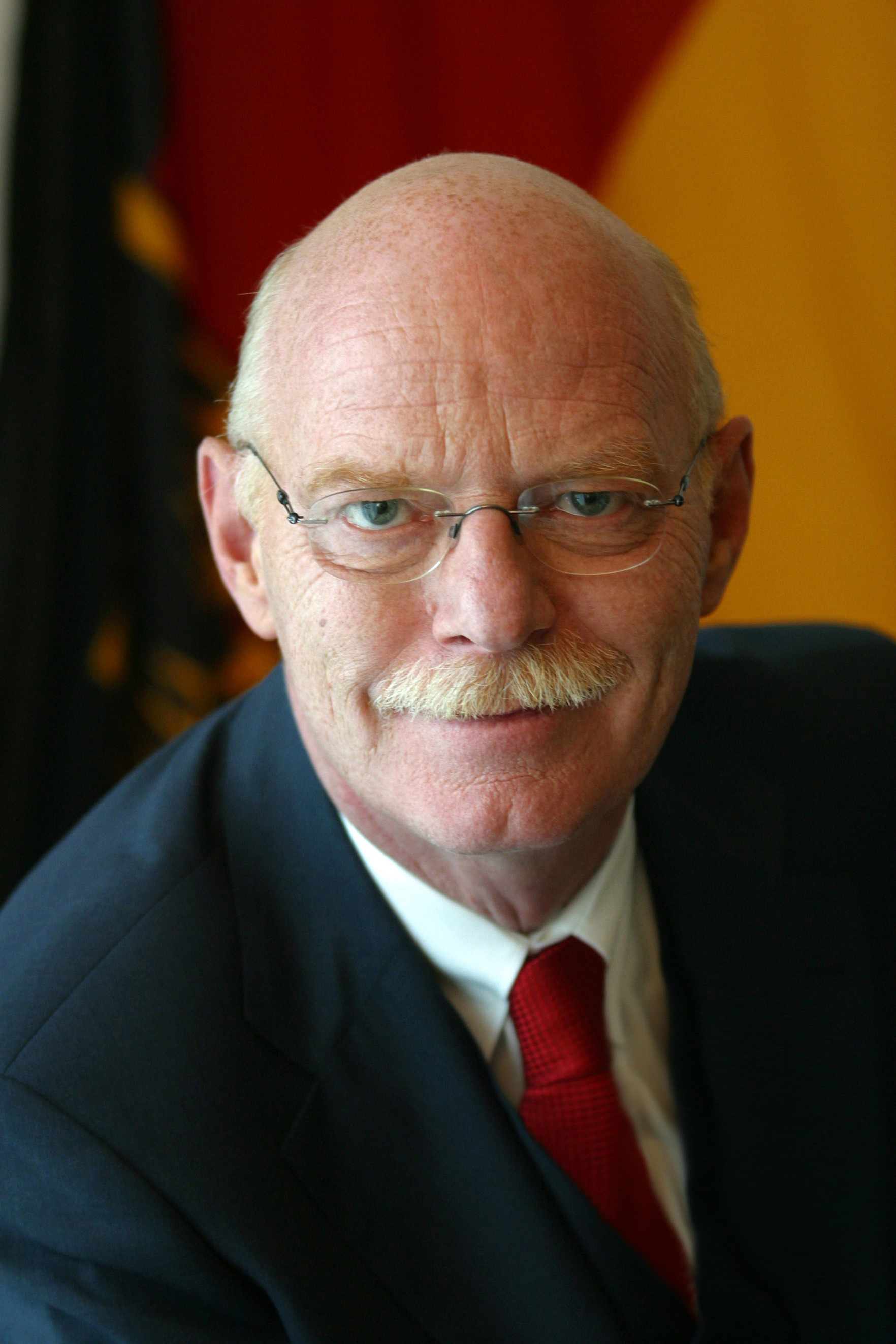
Peter Struck 1998 à 2002 et de 2005 à 2009
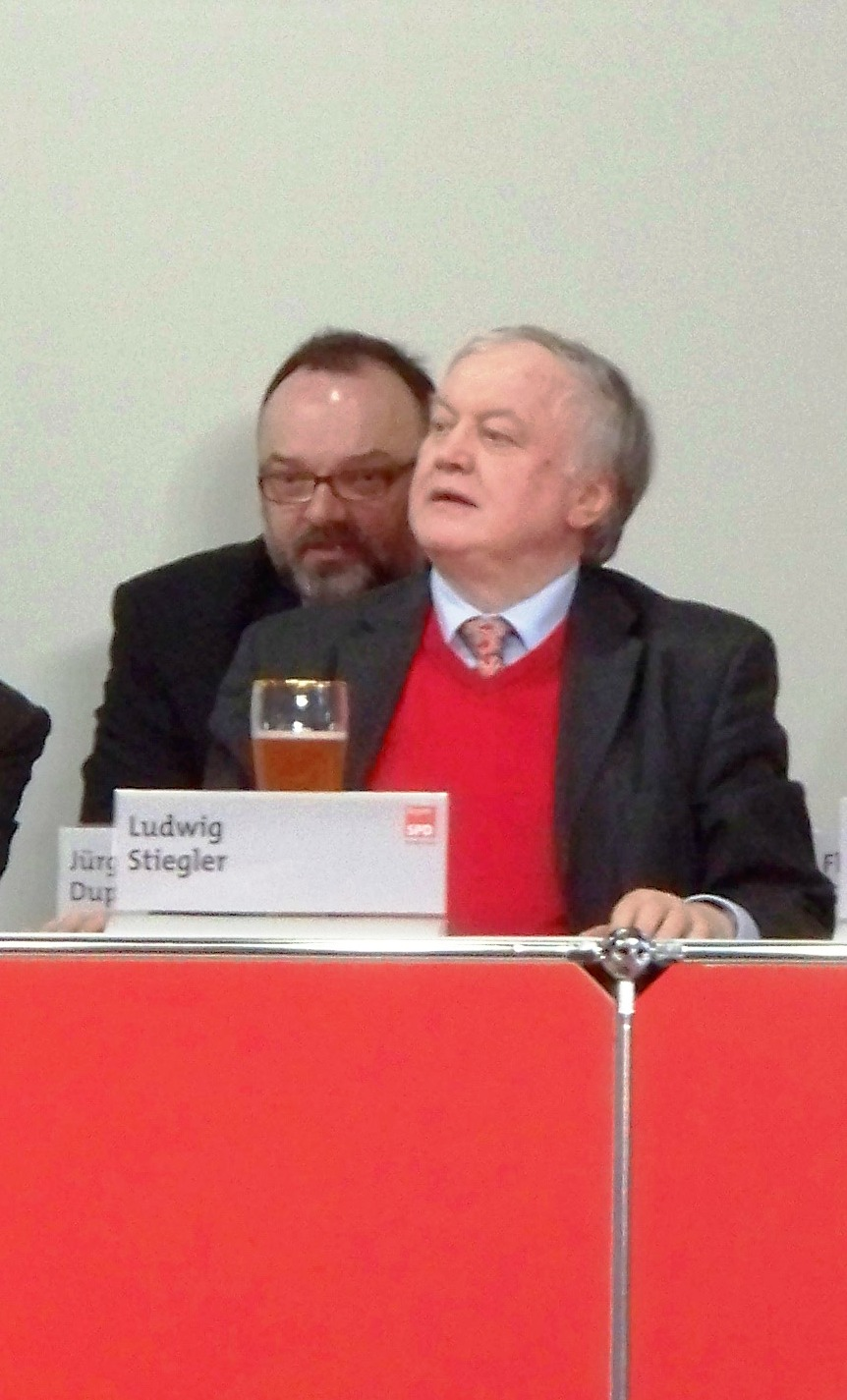
Ludwig Stiegler de juillet à octobre 2002
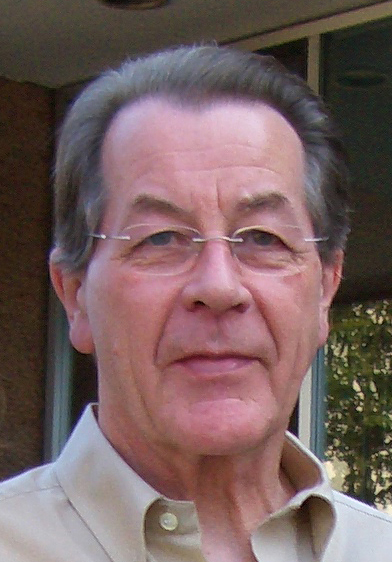
Franz Müntefering de 2002 à 2005
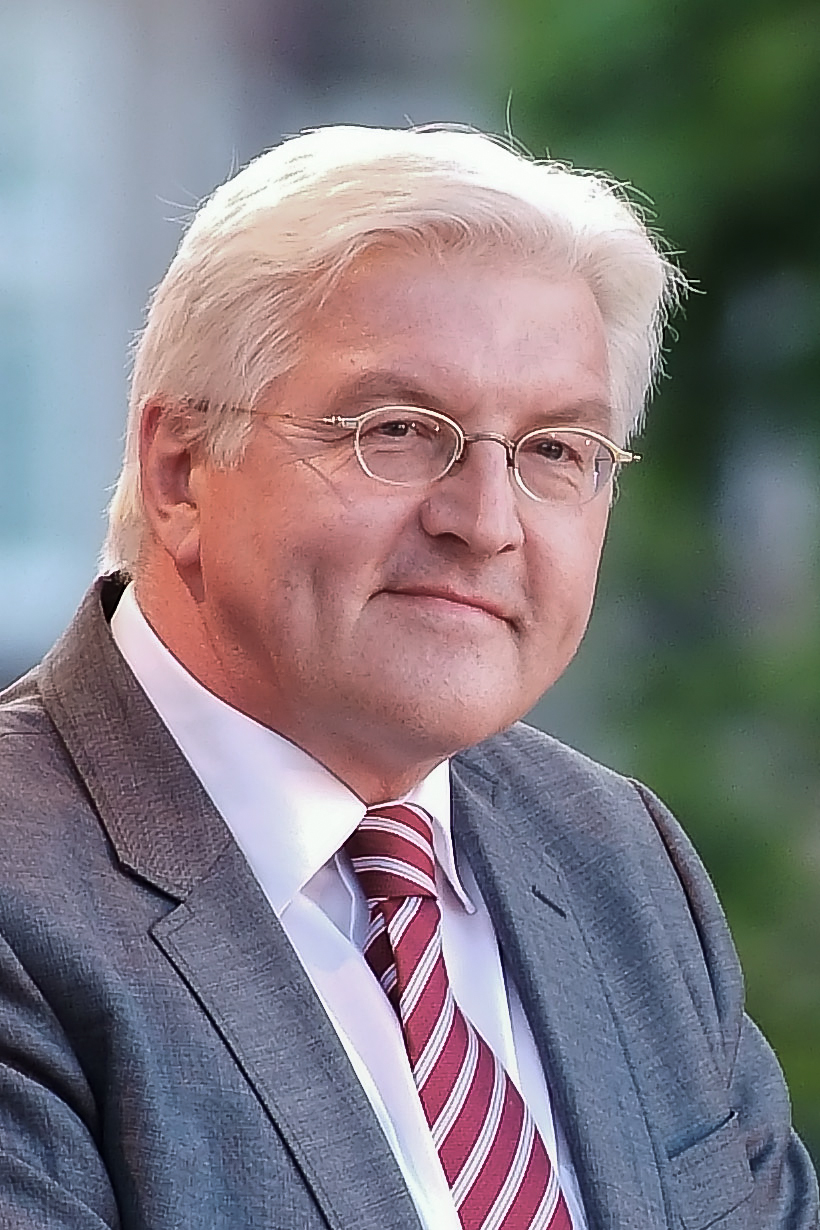
Frank-Walter Steinmeier de 2009 à 2010 et de 2010 à 2013
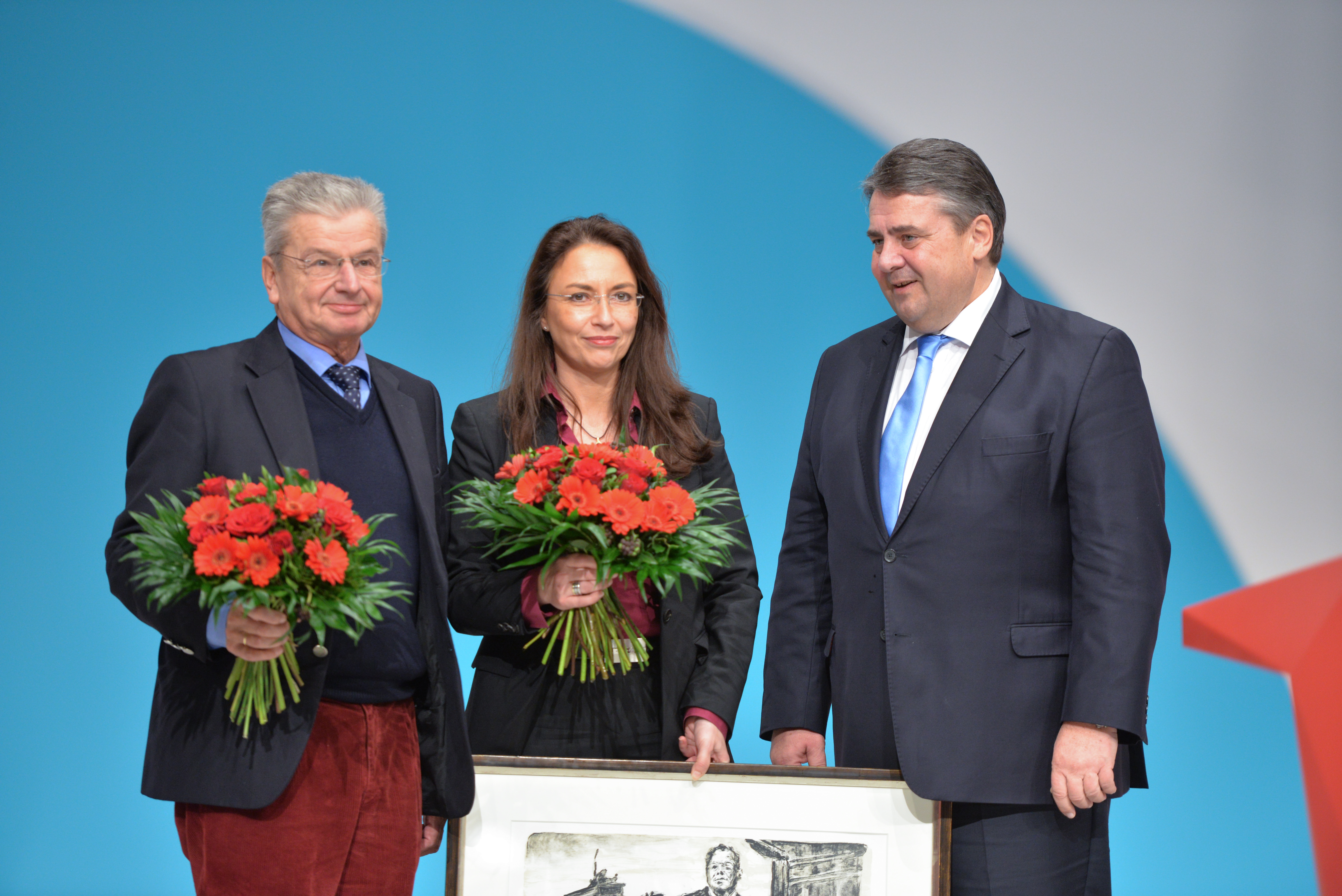
Joachim Poß d'août à octobre 2010
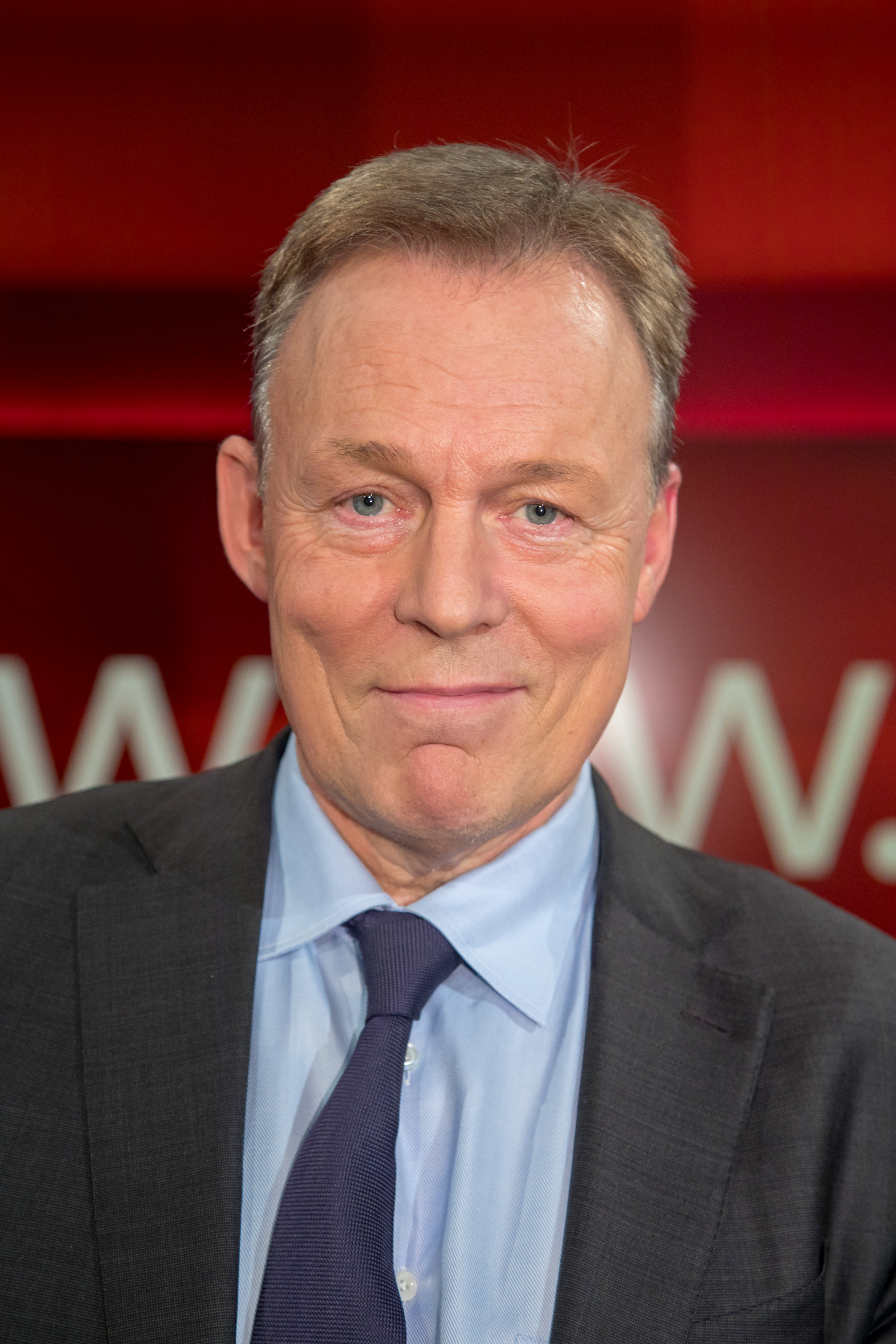
Thomas Oppermann de 2013 à 2017
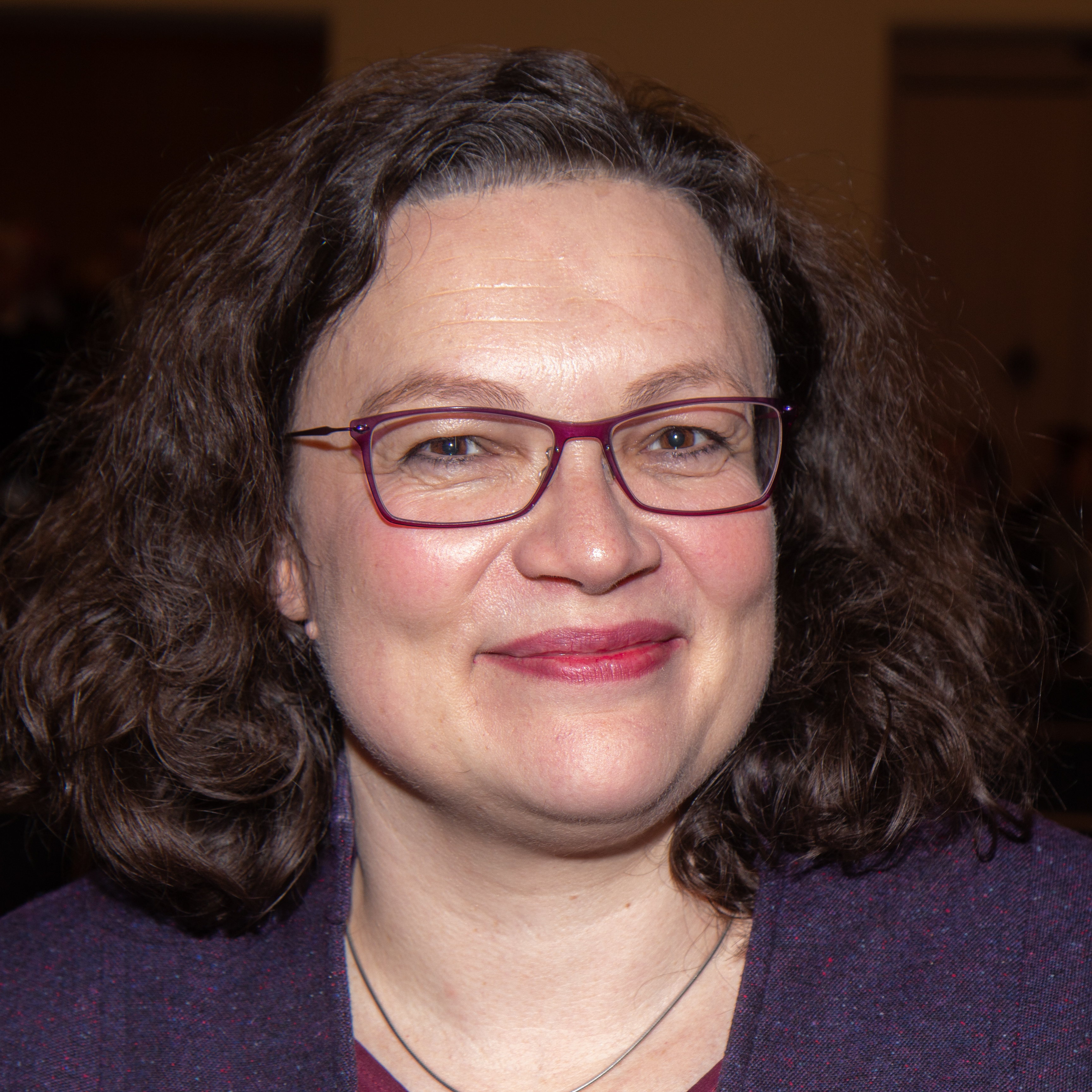
Andrea Nahles depuis 2017

## Présidents du parlement allemand

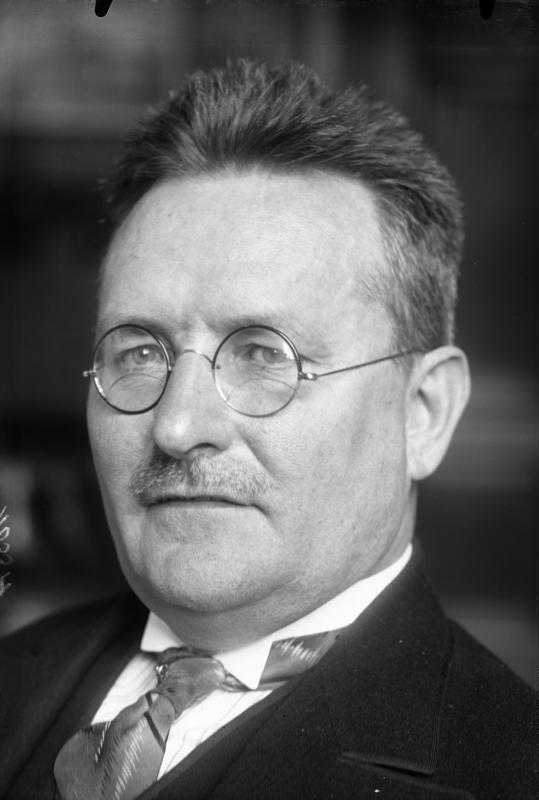
Paul Löbe président du Reichstag de 1920 à 1924 puis de 1925 à 1932
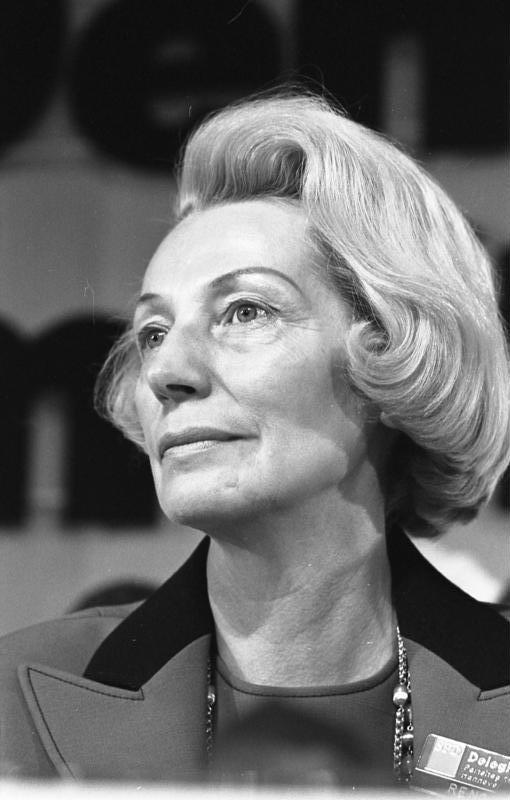
Annemarie Renger présidente du Bundestag du 13 décembre 1972 au 14 décembre 1976
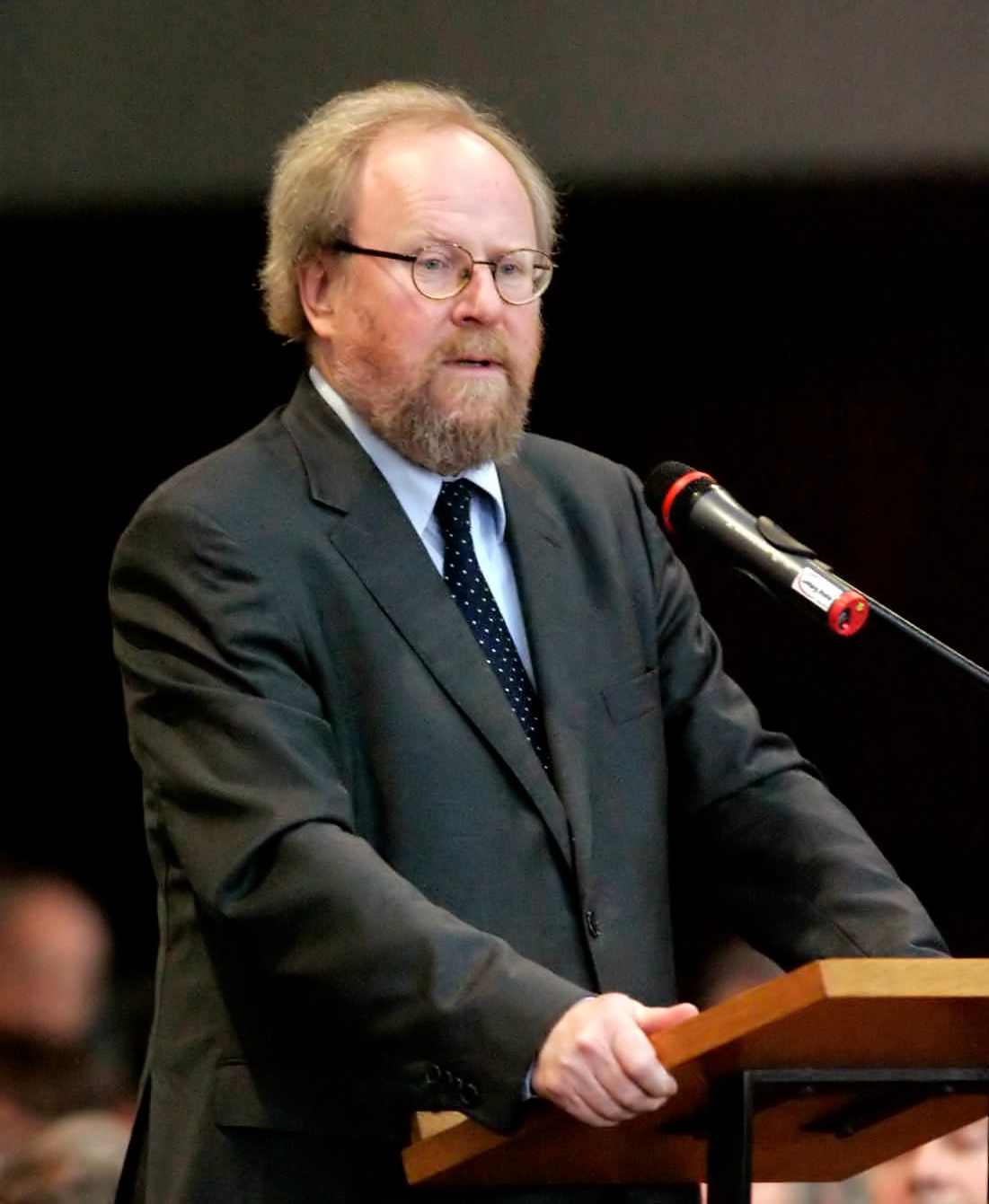
Wolfgang Thierse président du Bundestag du 26 octobre 1998 au 18 octobre 2005

## Présidents du parlement européen
Source

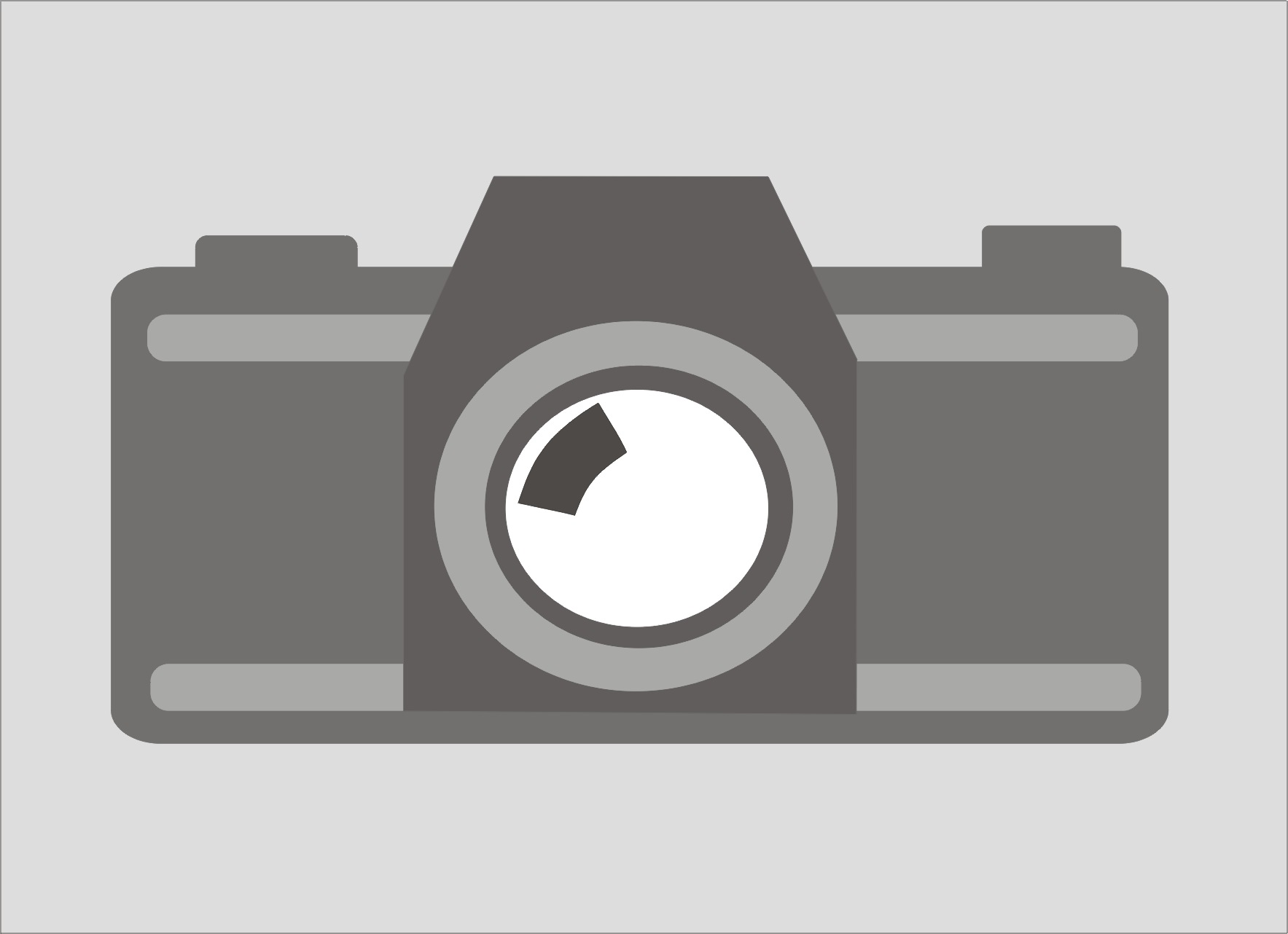
Walter Behrendt du 9 mars 1971 au 13 mars 1973
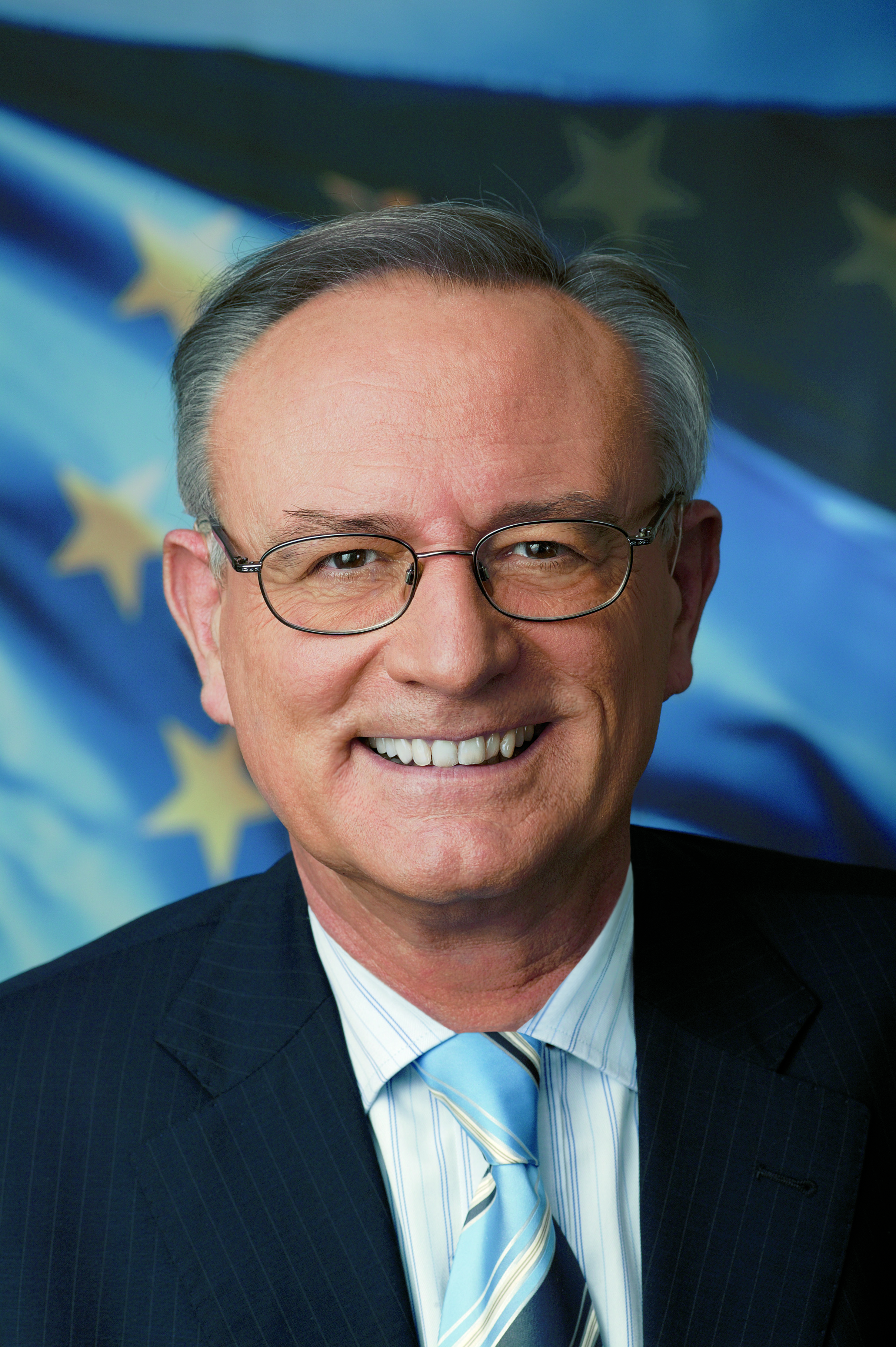
Klaus Hänsch du 19 juillet 1994 au 14 janvier 1997
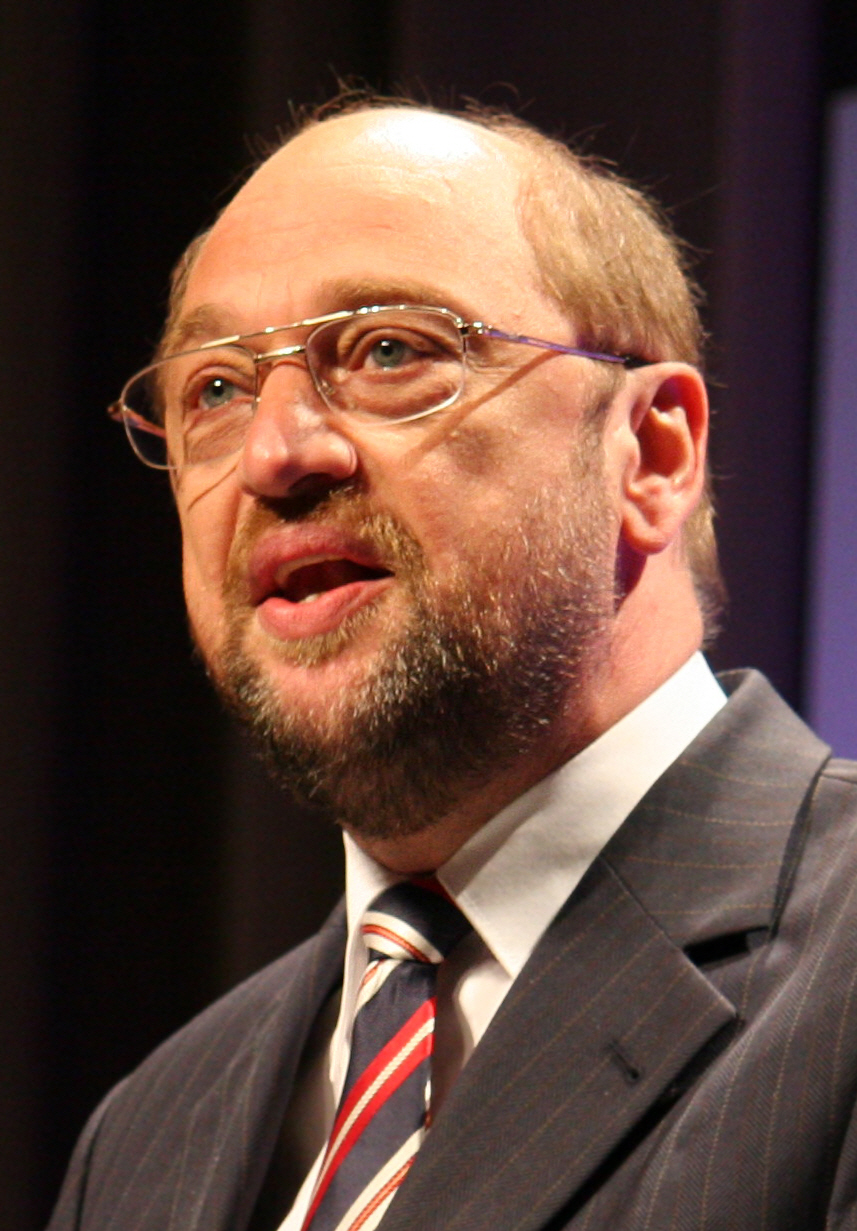
Martin Schulz du  17 janvier 2012 au 17 janvier 2017

## Chanceliers sociaux-démocrates
| Numéro | Photo | Nom                               | Entrée en fonction | Fin des fonctions |
| ------ | ----- | --------------------------------- | ------------------ | ----------------- |
| 1      |       | Friedrich Ebert (1871 – 1925)     | 9 novembre 1918    | 11 février 1919   |
| 2      |       | Philipp Scheidemann (1865 – 1939) | 13 février 1919    | 20 juin 1919      |
| 3      |       | Gustav Bauer (1870 – 1944 )       | 14 août 1919       | 26 mars 1920      |
| 4      |       | Hermann Müller (1876 – 1931 )     | 27 mars 1920       | 8 juin 1920       |
| 5      |       | Hermann Müller (1876 – 1931 )     | 28 juin 1928       | 27 mars 1930      |

| Numéro | Photo | Nom                          | Entrée en fonction | Fin des fonctions | Élection            |
| ------ | ----- | ---------------------------- | ------------------ | ----------------- | ------------------- |
| 1      |       | Willy Brandt (1913 – 1992)   | 21 octobre 1969    | 7 mai 1974        | 1969                |
| 2      |       | Helmut Schmidt (1918 – 2015) | 16 mai 1974        | 1er octobre 1982  | démission de Brandt |
| 3      |       | Gerhard Schröder (1944 – )   | 27 octobre 1998    | 22 novembre 2005  | 1998                |
| 4      |       | Olaf Scholz (1958-)          | 8 décembre 2021    | 6 mai 2025        | 2021                |

## Présidents d'Allemagne issu du SPD
| Numéro | Photo | Nom                           | Entrée en fonction | Fin des fonctions | Élection |
| ------ | ----- | ----------------------------- | ------------------ | ----------------- | -------- |
| 1      |       | Friedrich Ebert (1871 – 1925) | 11 février 1919    | 28 février 1925   | 1919     |

| Numéro | Photo | Nom                               | Entrée en fonction | Fin des fonctions | Élection |
| ------ | ----- | --------------------------------- | ------------------ | ----------------- | -------- |
| 1      |       | Gustav Heinemann (1899 – 1976)    | 1er juillet 1969   | 30 juin 1974      | 1969     |
| 2      |       | Johannes Rau (1931 – 2006)        | 1er juillet 1999   | 30 juin 2004      | 1999     |
| 3      |       | Frank-Walter Steinmeier (1956 – ) | 19 mars 2017       |                   | 2017     |